# نیکولاس بارتلت پیرس
نیکولاس بارتلت پیرس (انگلیسی: Nicholas Bartlett Pearce; ۲۰ ژوئیهٔ ۱۸۲۸ – ۸ مارس ۱۸۹۴) فرد نظامی اهل ایالات متحده آمریکا بود.